# Траурный какаду Бэнкса
Траурный какаду Бэнкса (лат. Calyptorhynchus banksii, syn. Calyptorhynchus magnificus) — птица семейства какаду. Это одна из ранних птиц, описанная европейцами на австралийском континенте, названа в честь английского натуралиста сэра Джозефа Бэнкса (1743—1820), сопровождавшего Джеймса Кука в его первом кругосветном путешествии. Как и другие представители рода траурных какаду, выделяется преимущественно чёрным окрасом оперения. У самца перья хвоста с широкой красной полосой посередине, у самки большое количество жёлто-оранжевых крапин на голове, шее и крыльях, а также бледно-жёлтая бахрома в верхней части брюха.
Населяет разнообразные древесные ландшафты, в том числе эвкалиптовые леса различных типов, редколесья, кустарниковые заросли, саванны. Держится парами или группами, количество особей в которых варьирует от нескольких единиц до нескольких сотен. Питается семенами, орехами, сочными плодами, насекомыми и их личинками. На севере ареала преследуется фермерами, которые считают птицу сельскохозяйственным вредителем. Кормятся в кроне деревьев, иногда на земле. Гнездится в дуплах эвкалиптов и других деревьев, отдаёт предпочтение отдельно стоящим посадкам. Глубина гнезда до 2 м. Гнездо выстилает древесной трухой. В кладке 1—2 яйца; высиживает только самка в течение 28—32 дней, в то время как самец её кормит. Птенцы покрыты густым жёлтым пухом, оперяются в возрасте 10—12 недель.
Природная численность какаду постепенно уменьшается, некоторым подвидам угрожает опасность исчезновения. Тем не менее, в целом его состояние Международным союзом охраны природы оценивается как благополучное. Международная торговля и содержание птицы ограничено рядом законодательных актов — эта причина, а также особые требования к содержанию и бесплодность многих выращенных в неволе самцов делает птицу редким домашним питомцем.

## Систематика
Первый карандашный набросок какаду был создан в 1770 году Сиднеем Паркинсоном — шотландским рисовальщиком, нанятым естествоиспытателем сэром Джозефом Бэнксом (1743—1820) для обслуживания его нужд в первом кругосветном путешествии Джеймса Кука. Изображённая на рисунке самка, по всей видимости, была обнаружена в устье реки Эндевор на полуострове Кейп-Йорк. Более детальное цветное изображение, а также сопутствующее ему описание птицы под названием «Bankian cockatoo» (буквально какаду Бэнкса) было опубликовано в книге «Путешествие губернатора Филлипа в залив Ботани» (англ. The voyage of Governor Phillip to Botany Bay) в 1789 году, спустя ровно год после окончания этой экспедиции и появления на востоке континента первых европейских переселенцев. Британский орнитолог Джон Лэтэм, изучивший публикацию, включил вид в свою работу «Index ornithologicus» под названием Psittacus banksii, в один ряд с другими попугаями. Видовое название banksii было дано в честь первооткрывателя этой птицы — сэра Джозефа Бэнкса.

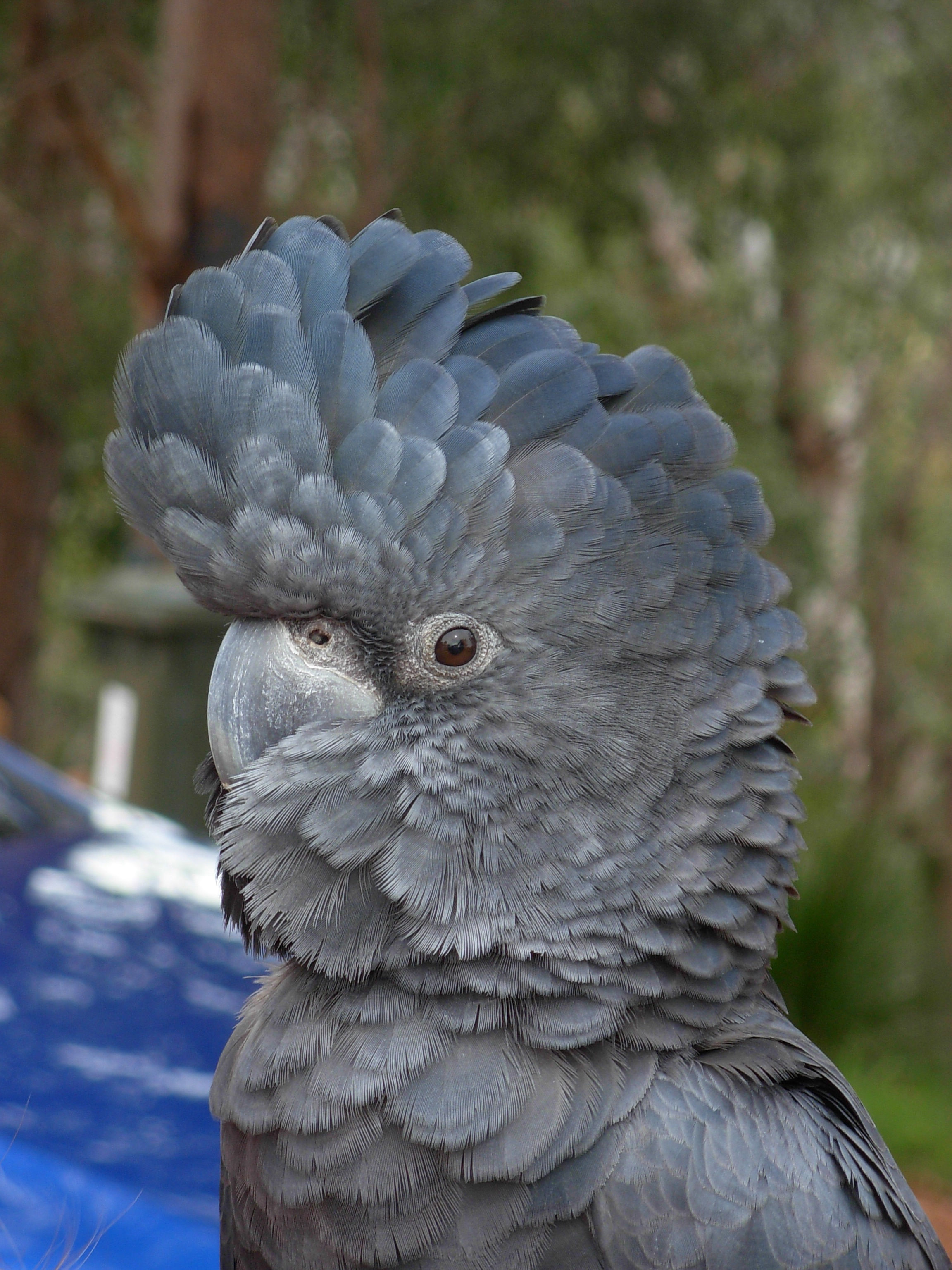
Голова крупным планом

Долгое время приоритет описания траурного какаду Бэнкса отдавался другому англичанину — Джорджу Шоу, который назвал её Psittacus magnificus. После 1927 года, когда Грегори Мэтьюс указал на первенство Шоу, за птицей официально закрепилось название Calyptorhynchus magnificus. Ошибка обнаружилась лишь в 1988 году, когда выяснилось, что Шоу составил описание на основании рисунка совсем другой птицы — молодого буроголового траурного какаду, чей ювенальный наряд схож со взрослым нарядом какаду Бэнкса. В 1994 Международная комиссия по зоологической номенклатуре вновь вернула приоритет Лэтэму, утвердив научное название Calyptorhynchus banksii. Род Calyptorhynchus, к которому в настоящий момент относится какаду Бэнкса, был введён в номенклатуру в 1826 году французским зоологом Ансельмом Демаре, при этом описываемый вид был использован в качестве типового таксона. Название рода происходит от двух греческих слов: καλύπτω (покрывать, прятать) и ῥύγχος (клюв).

## Описание

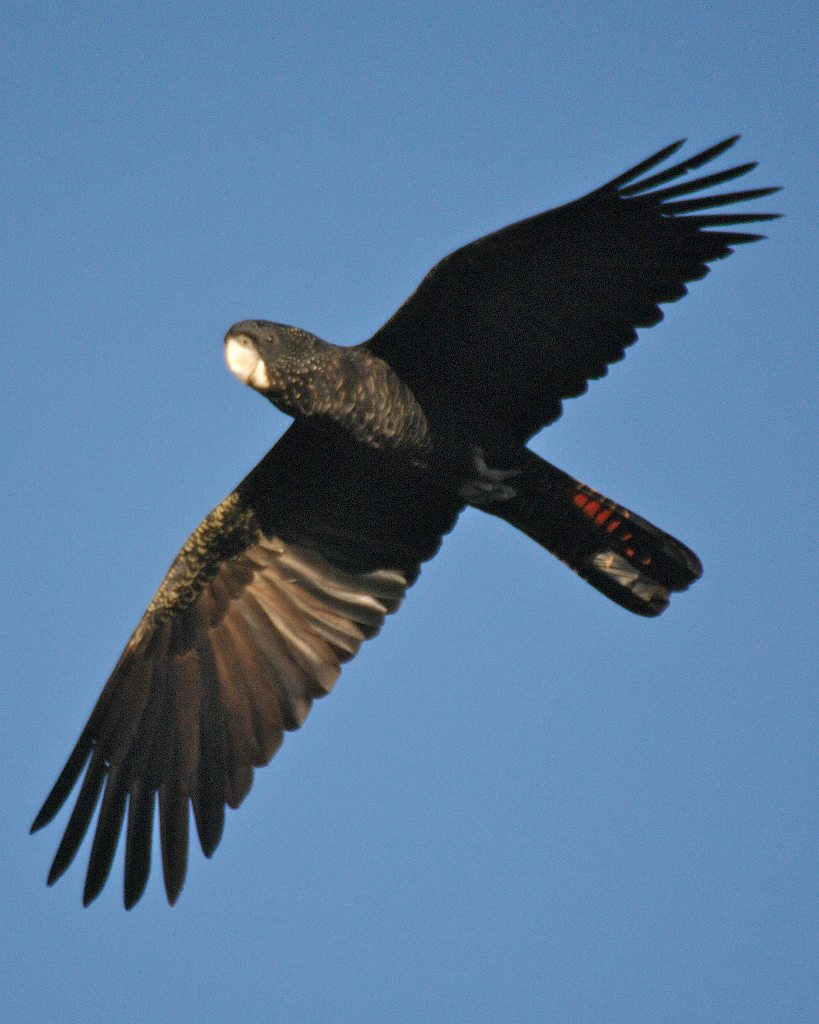
В полёте

Один из наиболее крупных видов какаду: длина тела 50—65 см, масса 570—870 г. У самца основная окраска чёрная, местами с заметным блеском. Центральные перья хвоста чёрные, остальные с широкой красной полосой посередине. У самки оперение в основном буровато-чёрное с большим количеством желтовато-оранжевых пятен на голове, шее, средних кроющих перьях крыльев. Перья верхней части брюха с бледно-жёлтыми краями, рулевые снизу с оранжево-красными полосками. Как и у других видов какаду, на голове развит хохол, который птица поднимает в возбуждённом состоянии. Клюв короткий, у самца тёмно-серый, а у самки светло-серый. Вокруг глаз неоперённые участки кожи чёрного цвета. Радужина тёмно-коричневая. Ноги тёмно-серые. Молодые птицы обоего пола не отличаются от взрослой самки, зрелый наряд самцов развивается на четвёртом году жизни.
Специалисты выделяют 5 подвидов траурного какаду Бэнкса, отличающихся друг от друга общими размерами и формой клюва. Кроме того, каждый из подвидов обитает в характерных только для него биотопах, что отражается в первую очередь на кормовых привычках.

## Распространение
Область распространения включает в себя несколько изолированных участков во всех климатических поясах Австралии. Подвид C. b. macrorhynchus обычен и многочисленен в Кимберли и в тропической части Северной территории. К югу от залива Карпентария ареал этой расы пересекается с ареалом номинативного подвида C. b. banksii, который также распространён на возвышенностях в центральной части Квинсленда. На северо-востоке материка какаду крайне редок, а в районе Брисбена, где он ранее встречался, его уже нет. Подвид C. b. samueli населяет несколько внутренних районов континента: на западе между областью Пилбара и северной окраиной так называемого «пшеничного пояса», в долинах нескольких рек в центральной Австралии, на юго-западе Квинсленда, и в верховьях реки Дарлинг в Новом Южном Уэльсе. С появлением европейцев область распространения какаду во внутренних пустынных и полупустынных районах расширилась за счёт появления артезианских скважин и интродукции травянистого растения Emex australis, чьи плоды стали важным источником питания. Подвид C. b. naso — один из наиболее уязвимых, его область распространения — эвкалиптовые леса в юго-западном углу Австралии в промежутке между городами Гингин и Албани. Наконец, подвид C. b. graptogyne обитает на крохотной территории в юго-западном углу Виктории и прилегающей к ней территории Южной Австралии.

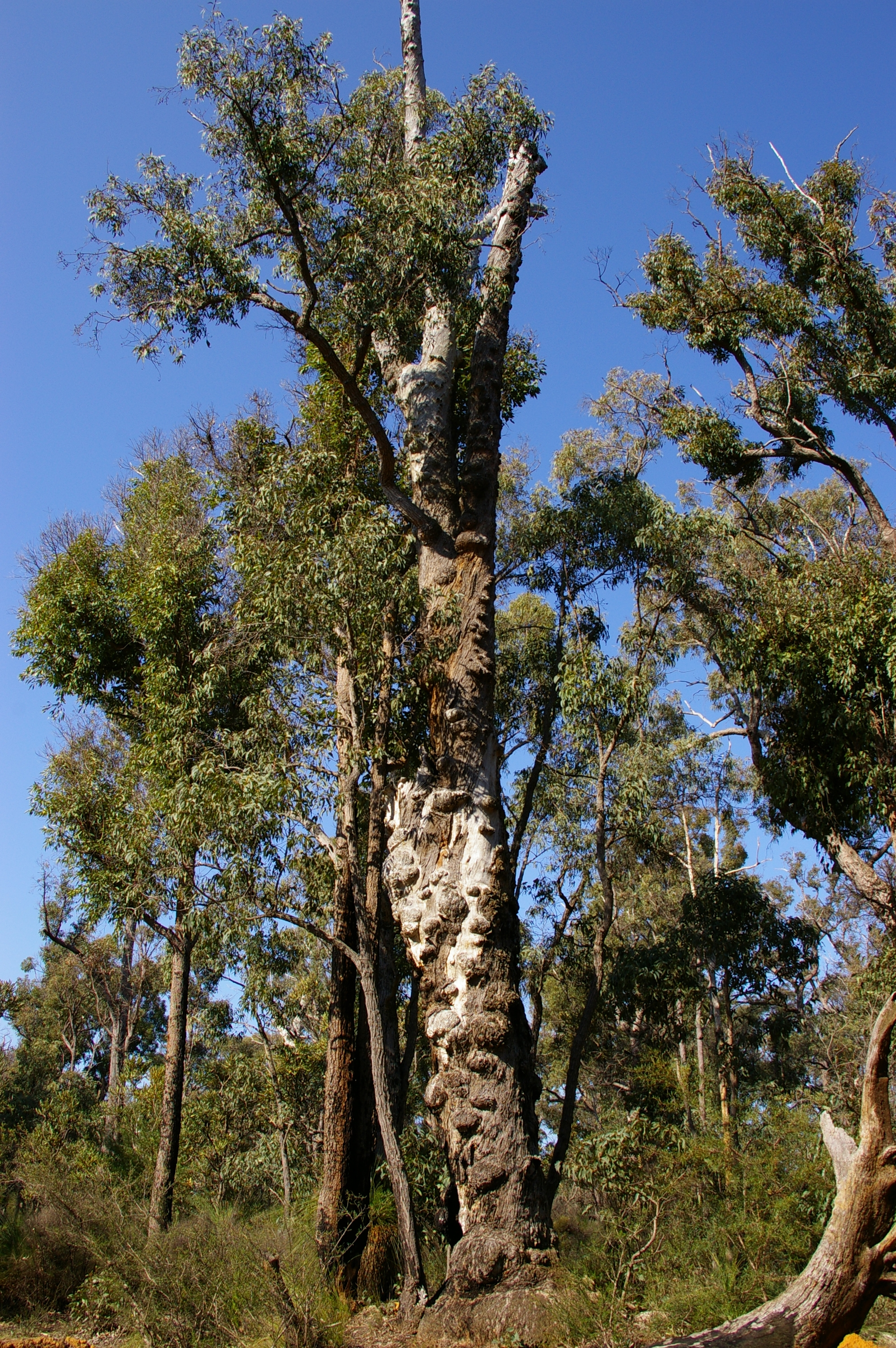
Эвкалипт окаймляющий (Eucalyptus marginata) — один из видов деревьев, на котором гнездится какаду

Наибольшей плотности поселений достигает в зрелых эвкалиптовых лесах различных типов от влажных тропических до ксерофитных. Также селится в посадках акации и казуарины, посещает близлежащие кустарниковые заросли и саванны. В засушливых районах центральной Австралии держится в речных поймах и возле колодцев. Для отдельных популяций характерны сезонные перемещения: так, птицы покидают северный Квинсленд в сезон высокой влажности летом. В других районах Австралии перемещения нерегулярные, связаны с доступностью корма вне зависимости от времени года.

## Образ жизни

### Социальное поведение
Как и для других родственных видов, для какаду Бэнкса характерна высокая степень социализации. Десятилетия назад появлялись сообщения о больших, свыше 200 особей, группах этих птиц, концентрировавшихся в кормных местах. В настоящее время такие стаи — редкость даже для северной части ареала, где благополучие вида не вызывает сомнения. В настоящее время птицы обычно держатся группами из трёх—восьми птиц. Ранним утром какаду отправляются на водопой, затем разбредаются в поисках пищи. В полдень птицы спасаются от палящего солнца в кронах деревьев, а ближе к вечеру вновь отправляются на кормёжку. Ночуют группой на вершине какого-либо дерева, чаще всего недалеко от воды. В кочующей стае одна из птиц всегда выполняет роль «разведчика»: она держится поодаль от остальной группы, разыскивая корм либо воду. Обнаружив источник, она криком приглашает остальных присоединиться к трапезе.

### Размножение
Приступает к размножению в возрасте четырёх—шести лет. Сроки размножения: на юге ареала — с октября по март, на севере — с мая по сентябрь, на западе — с июля по октябрь. Можно сказать, что в засушливых районах размножение привязано к наиболее влажному и прохладному времени года, но у этого утверждения есть исключение: в одной работе утверждается, что в районе «пшеничного пояса» птицы гнездились дважды, причём второй раз в жаркий и засушливый сезон. Брачное поведение схоже с таковым у траурного какаду (Calyptorhynchus funereus): ухаживающий самец распускает хвост веером, взъерошивает перья головы и распускает хохол таким образом, что закрывает им клюв. В такой неуклюжей позе самец вертится и прыгает перед самкой, демонстрируя ей красные перья хвоста. Об образовании пары свидетельствует «оборонительный» ритуал самки, клюющей самца. Полагают, что брачный союз сохраняется в течение жизни обеих птиц, причём после исчезновения одной вторая до конца своих дней остаётся без партнёра.
Гнездится в дуплах эвкалиптов и других деревьев, чаще уже мёртвых и отдельно стоящих, на большой высоте. Дупло, которое по возможности использует несколько лет подряд, выстилает древесной трухой; его глубина может достигать 1—2 м, диаметр 25—50 см. В кладке одно или два яйца матового белого цвета. Родители, как правило, заботятся только об одном птенце и второй быстро погибает от голода. Высиживает только самка в течение 28—32 дней, в то время как самец дважды в день её кормит. Птенцы покрыты густым жёлтым пухом, оперяются в возрасте 10—12 недель, но ещё несколько месяцев держаться возле родителей, которые их подкармливают.

### Питание

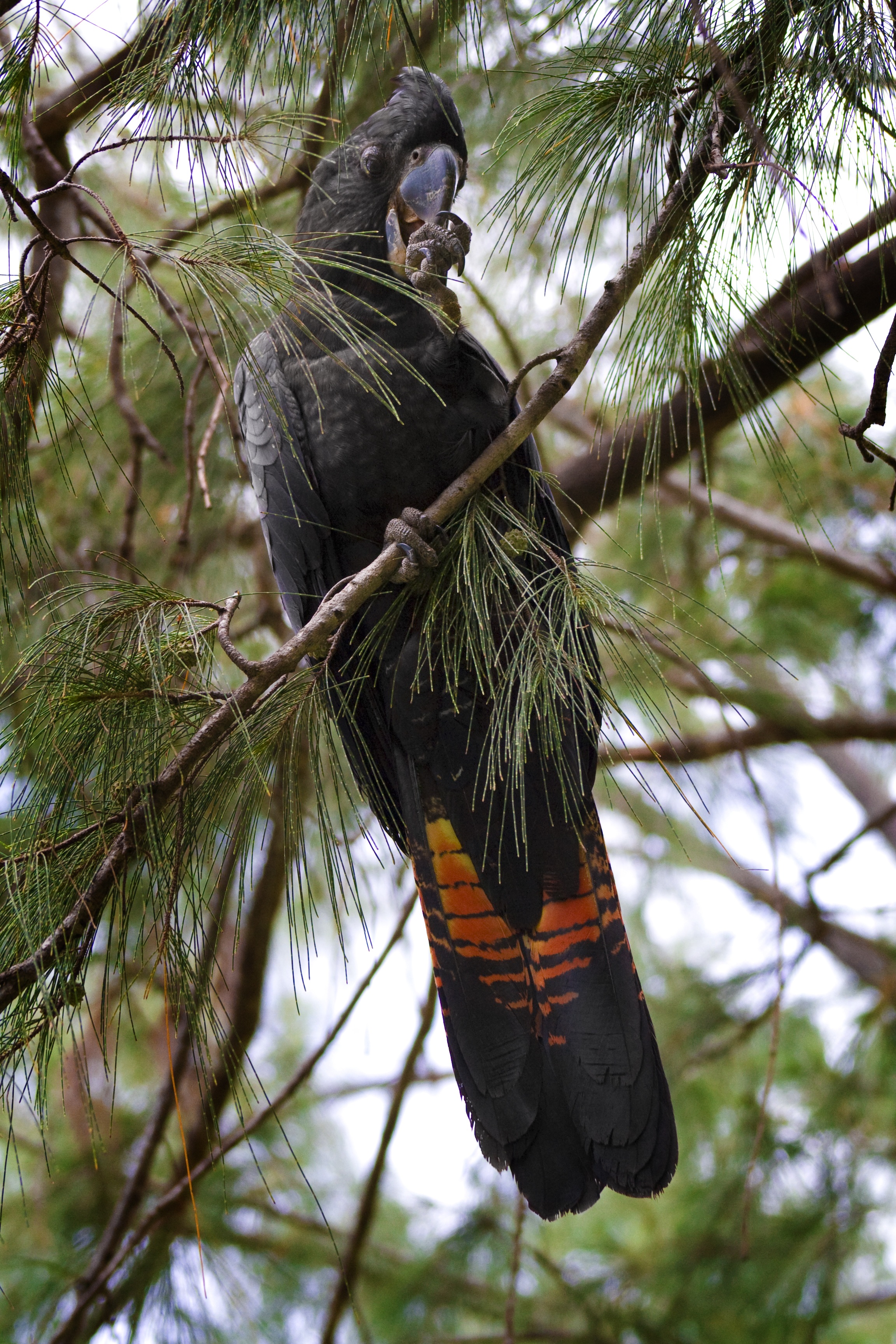
Добывает семена казуарины

Наибольшую долю кормов составляют семена различных видов эвкалипта, в том числе E. miniata, E. baxteri, E. marginata и E. arenacea. При случае употребляет в пищу семена коримбии (например C. calophylla, C. intermedia и C. haematoxylon), орехи и сочные плоды (терминалия, пандан, мелия). На открытой местности птица добывает семена травянистых растений: аистника, якорцев стелющихся, Emex australis. В ранних исследованиях сообщалось, что помимо растительных кормов этот вид, как и другие траурные какаду, добывает личинок насекомых-ксилофагов, отщипывая кусочки подгнившей коры и исследуя обнажённую древесину; в настоящее время такое поведение если и наблюдается, то крайне редко. На севере Австралии, где какаду многочисленен, он считается сельскохозяйственным вредителем, поскольку уничтожает урожаи кукурузы и арахиса. Имеются сведения об употреблении в пищу и некоторых других культур: редьки полевой, арбуза, горчицы Турнефора (Brassica tournefortii), риса и пшеницы.
Наблюдения показывают, что в пределах популяции разные группы птиц могут месяцами специализироваться на каком-то определённом корме. Тони Киркби (Tony Kirkby) из Музея Западной Австралии, наблюдавший за какаду многие годы, сообщил, что в один и тот же период времени одна стая кормилась исключительно плодами интродуцированной мелии ацедарах, другая только семенами аллоказуарины Allocasuarina fraseriana, а третья только семенами коримбии Corymbia calophylla. Подвид C. b. samueli кормится в основном на поверхности земли, C. b. naso и C. b. graptogyne — древесные виды. Остальные также проводят большую часть жизни на деревьях, но время от времени опускаются на землю.

## Какаду и человек

### Статус и охрана

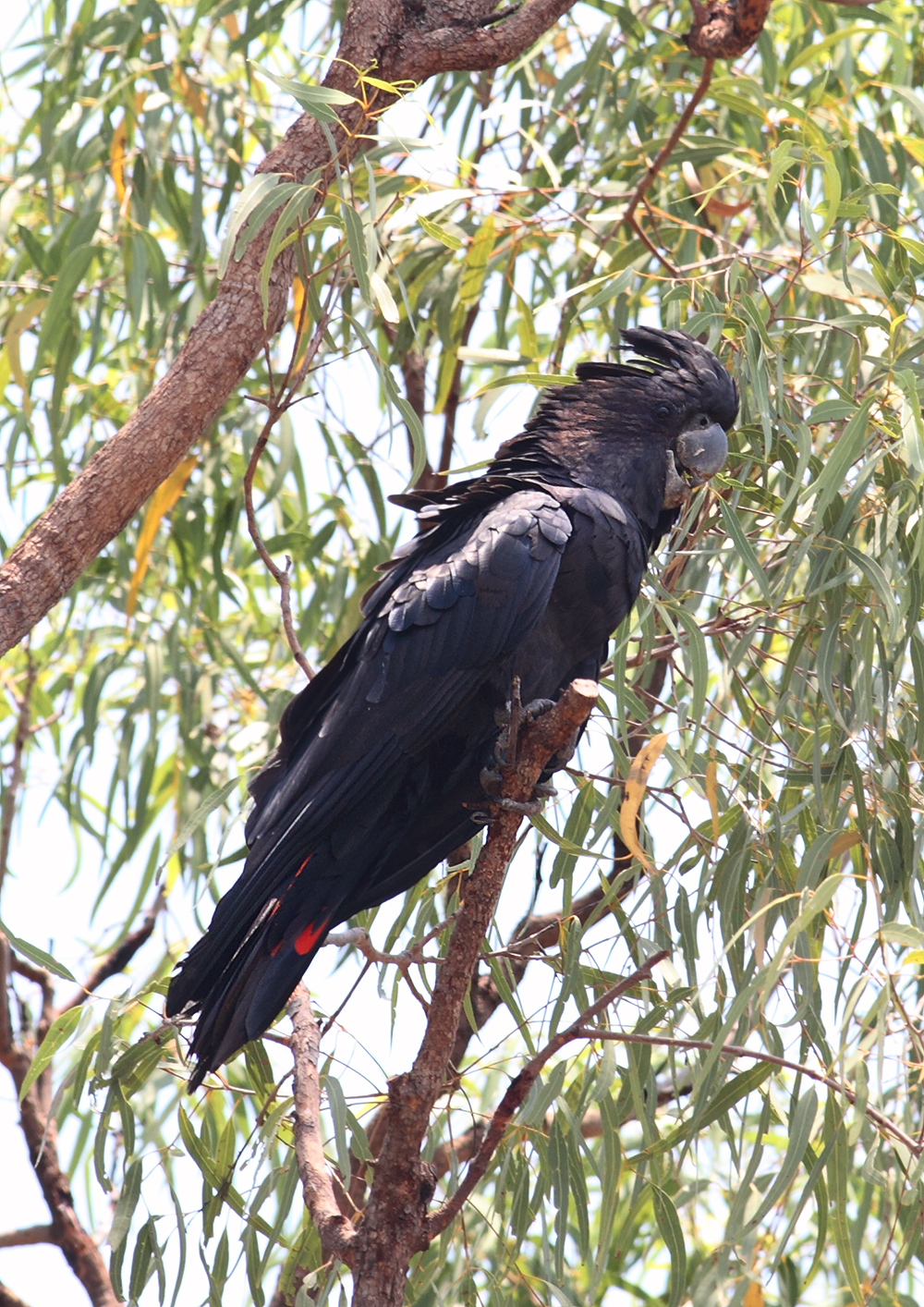
Самец

Численность какаду Бэнкса в дикой природе постепенно сокращается, однако скорость этого сокращения в совокупности с большой площадью ареала не дают основания Международному союзу охраны природы признать этот вид уязвимым. По этой причине в Красной книге он имеет статус благополучного вида (категория LC). Тем не менее, вид охраняется рядом международных актов и национальным законодательством Австралии. Из межгосударственных договорённостей выделяется Международная конвенция СИТЕС, которая поместила вид в своё Приложение II, ограничивающая международную торговлю: запрещено продавать и покупать диких или выращенных в неволе птиц, если это оказывает влияние на благополучие той или иной популяции.
Наибольшее беспокойство вызывает состояние двух южных подвидов — C. b. naso и C. b. graptogyne, чья среда обитания особенно ощутимо подверглась трансформации человеком. Министерство по охране окружающей среды и энергии Австралии (Department of the Environment and Energy) в 1999 году выпустило закон «Environment Protection and Biodiversity Conservation Act 1999», согласно которому первый из перечисленных подвидов был признан уязвимым, а второй вымирающим. Причиной значительного сокращения численности обоих таксонов была признана массовая вырубка деревьев, после чего гнездовые и кормовые биотопы птиц уменьшились в размерах и фрагментировались. По оценкам 2008 года, численность подвида C. b. graptogyne оценивается в порядка 1 тыс. особей.
Природоохранные меры принимаются и в других регионах страны. В Квинсленде Управление по охране окружающей среды (англ. Department of Environment and Heritage Protection) запрещает отстрел какаду без лицензии. Последняя может выдаваться лишь фермерам, страдающим от нашествия птиц, и только в отношении так называемых «разведчиков» — членов стаи, занимающихся поиском корма.

### Содержание

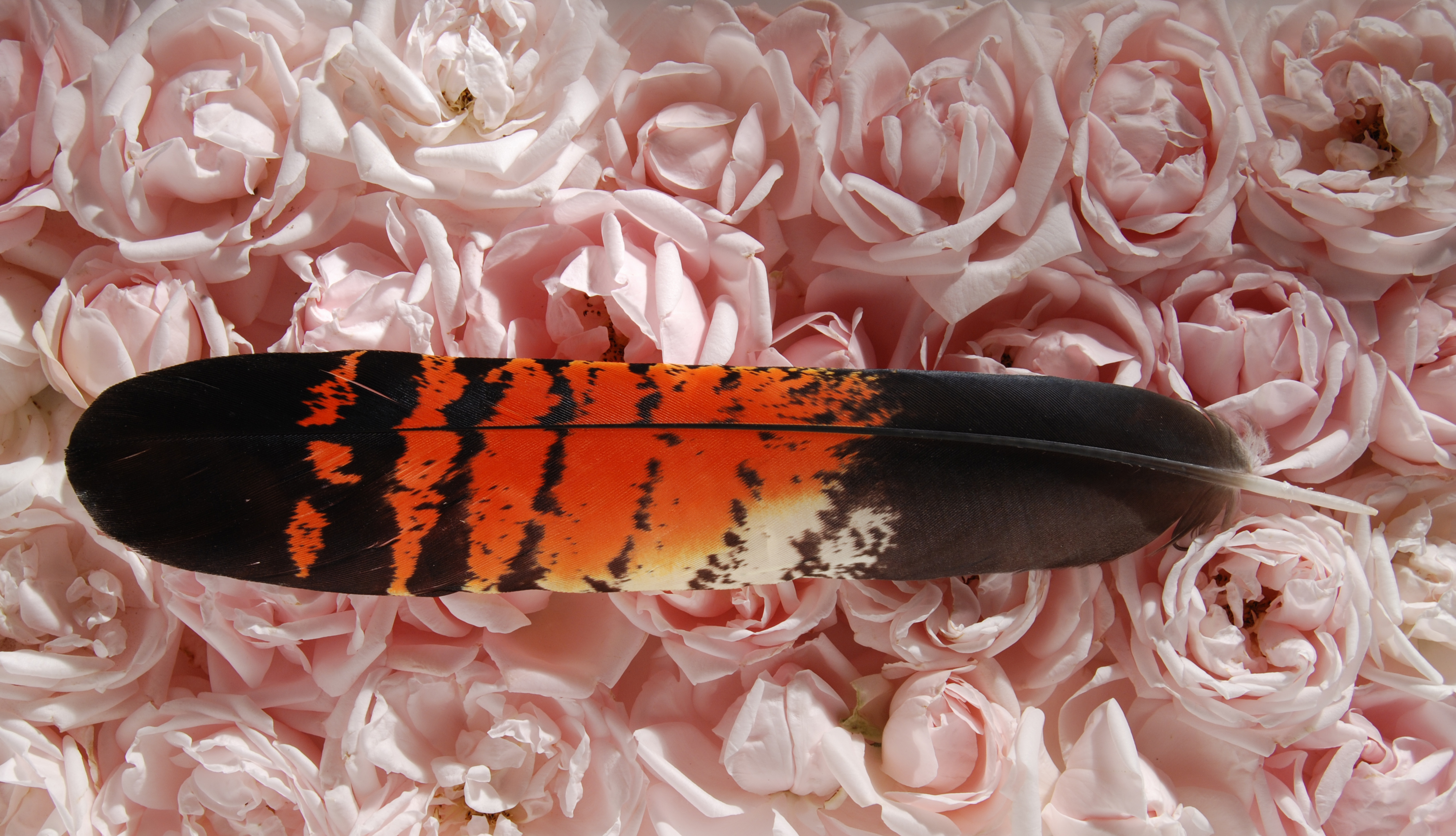
Рулевое перо

В настоящее время это одна из самых редких и дорогих птиц, содержащихся в неволе; при этом у себя на родине их экспорт за пределы страны запрещён. По данным 2013 года, цена какаду Бэнкса в Австралии на тот момент варьировала в пределах от 1200 до 1500, за её пределами от 15 до 40 тыс. австралийских долларов. Птиц обычно содержат в авиарии с толстыми проволочными стенками, длиной не менее 8 м, шириной 2 м и высотой 2,5 м. В качестве интерьера специалисты рекомендуют ветви с листьями, которые можно жевать для предотвращения скуки и тренировки клюва. Кормушка должна быть из прочного материала, неподвижно прикреплена к каркасу. Для возможности размножения в авиарий помещают дуплянку с глубиной не менее 70 см, шириной около 35—40 см, и диаметром летка 20—30 см. Внутрь полости насыпают гниющие древесные опилки или стружку, а также искусственные листья из нетоксичного материала. Для гнездовой пары предлагают несколько потенциальных гнездовий, и после выбора одного из них другие последовательно убирают из клетки. Кормят листовыми овощами, семенами, проросшими семенами, орехами, канареечной травой и одуванчиками. Идеальная диета — природные корма: семена эвкалипта, банксии, акации, хакеи и казуарины, а также традиционные для какаду сочные плоды и орехи.
Основная проблема разведения какаду заключается в том, что выкормленные человеком птенцы самцов, как правило, становятся бесплодными вследствие импринтинга, но при этом более привязанными к своему хозяину. Как и все виды семейства, какаду Бэнкса обладают рядом особенностей, которые могут препятствовать их содержанию дома, тем более в квартирных условиях. Например, они обильно выделяют из желез белый порошок-пудру, которым чистят своё оперение. Эта пудра не только способствует быстрому загрязнению помещения, но и может вызвать аллергическую реакцию у восприимчивых людей или больных астмой. Птицы от природы очень крикливы и склонны к жеванию любых доступных предметов, что может привести к порче домашних вещей. С другой стороны, они требуют постоянного внимания к себе, общения и возможности изучения, исследования чего-то нового. Скучающая птица может выглядеть больной, заняться выщипыванием перьев.

## Комментарии
1. ↑  О том, что на рисунке изображена именно самка, можно также узнать из описания к рисунку: «The whole bird black, spots on the head and shoulders dirty white; the breast feathers wav’d wt. pale brown, the outer feathers of the tail scarlet and yellow wt. narrow facia of black, the iris dark brown, the pupil black, the beak dirty white with the point of the upper-mandible dark grey. /Black Cocatoa»
2. ↑  В настоящее время к роду Psittacus, к которому Карл Линней причислил всех известных на тот момент попугаев, относится только жако.